# Alexander Sutherland Neill
Alexander Sutherland Neill (Forfar, 17. listopada 1883. – Aldeburgh, 23. rujna 1973.), škotski pedagog i autor.
Utemeljitelj je Summerhill škole. Poznat je kao zastupnik osobne slobode djeteta. 

## Teorijski doprinosi
Neill je smatrao da je djetetova sreća polazna osnova za donošenje odluka o njegovu odgoju te da se sreća temelji na osjećaju osobne slobode. Prema Neillu, uskraćivanje osjećaja slobode dovodi do potiskivanja dječjih osjećaja i psiholoških poremećaja u odrasloj dobi.
U vrijeme njihovog nastajanja, Neillove ideje poticanja samoodređenja i kritičkoga mišljenja kod djece doživljavale su se kao nazadne, radikalne i sporne. Danas su Neillove ideje prihvaćene u nešto većoj mjeri, ali i dalje prevladava mišljenje da su kontroverzne i prijeteće za postojeći društveni poredak.
S ciljem ostvarivanja svojih pedagoških ideja u praksi, Neill je 1921. godine osnovao školu Summerhill. Pedagoški pristup u školi Summerhill se između ostalog temeljio na vjerovanju da djeca uče bolje kada nisu primorana pohađati nastavu. Odnosi u školi su se temeljili na demokratskim odnosima, a školska pravila su se utvrđivala na redovitim sastancima učenika i školskog osoblja. Glasačka prava učenika i školskog osoblja bila su izjednačena.

## Vanjske poveznice
- Summerhill - škola u kojoj se ne mora učiti  Arhivirana inačica izvorne stranice od 28. rujna 2007. (Wayback Machine)
- Summerhill School  Arhivirana inačica izvorne stranice od 9. listopada 2006. (Wayback Machine)